# Clancy Pendergast
Clancy Pendergast (Phoenix, 29 novembre 1967) è un allenatore di football americano statunitense.

## Nella NFL
Stagioni: dalla 1996 alla 2002
Inizia la sua carriera nella NFL con i Dallas Cowboys con il ruolo di assistente della difesa.
Stagione 2003
Firma con i Cleveland Browns come coach dei linebacker.
Stagioni: dalla 2004 alla 2008
Ha firmato con gli Arizona Cardinals come coordinatore della difesa.
Stagione 2009
Ha firmato con i Kansas City Chiefs per il medesimo ruolo.
Stagione 2010
Il 6 febbraio 2010 firma con gli Oakland Raiders come coach dei defensive back. Per poi lasciare per il ruolo di coordinatore della difesa dei California Gloden State Bears che giocano nella NCAA.